# Ermelinda Rigon
Ermelinda Rigon (Frinco d'Asti, 21 novembre 1889 – Genova, 6 gennaio 1973) è stata un'insegnante italiana, fondatrice nel 1942 a Genova della congregazione religiosa "Cenacolo domenicano" e considerata Serva di Dio dalla Chiesa cattolica.

## Biografia
Ermelinda Rigon nasce a Frinco d'Asti nel 1889 in una stalla da una famiglia modesta ma dignitosa. Si diploma maestra e inizia subito la professione di insegnante. La famiglia si trasferisce presto a Genova, dove il padre ottiene un impiego come portalettere ed Ermelinda insegna nelle scuole pubbliche. Si avvicina alle organizzazioni cattoliche liguri, e sarà affascinata dal carisma di S. Domenico che la guiderà nelle scelte religiose più profonde. Il suo interesse per le scienze dell'educazione e per il mestiere di insegnante la spingono a continuare gli studi fino ad ottenere la laurea in filosofia e in pedagogia.
Per tutta la vita si dedica all'insegnamento, e la divulgazione della cultura e della verità diventano la sua missione, tanto nelle scuole quanto nei circoli cattolici e nelle comunità religiose. Fonda oltre 50 circoli legati all'Azione cattolica, produce molti scritti di riflessione sulla spiritualità e sul valore della formazione, tiene lezioni ed anima incontri religiosi e di preghiera. 
La sua azione più incisiva sul territorio è stata la fondazione a Genova nel 1923 della "Casa delle insegnanti", struttura di accoglienza e luogo di formazione delle maestre, successivamente affiliata all'Ordine domenicano e fondata come congregazione religiosa col nome di Cenacolo domenicano. La costruzione dell'imponente edificio nel quartiere popolare di Sestri Ponente ha costituito un luogo centrale nella formazione degli insegnanti a Genova, ma ha svolto anche una funzione sociale importante in un quartiere operaio e in un momento storico difficile. Il progetto ha incluso fin dalla sua fondazione anche un piccolo teatro di pregevole fattura, che fu pensato da Ermelinda Rigon come strumento essenziale per l'educazione dei giovani.
La casa delle insegnanti ha poi funzionato per molti anni come “Istituto Magistrale S. Tommaso D'Aquino” e con questo nome è rimasta nella memoria della città.
Ermelinda Rigon muore il 6 gennaio 1973 e nel 1990 la Curia di Genova accetta la postulazione per la beatificazione della Serva di Dio Suor M. Benedetta del SS. Sacramento Ermelinda Rigon.
Oggi della grande struttura originaria a Genova rimane ancora di proprietà del Cenacolo domenicano la casa madre, che ospita le sue spoglie e il piccolo teatro "Rigon" (99 posti) protetto dalle belle arti. Nel 2016 il tentativo di riaprirlo.
Dell'opera di Ermelinda Rigon rimane viva l'opera di formazione ed educazione che ha fatto per migliaia di ragazze diventate maestre, rimane l'opera religiosa con le consorelle che condividono la strada da lei segnata, rimangono le missioni all'estero generate dalla sua ispirazione di diffondere i valori della verità cristiana e della sua testimonianza: in Guatemala dal 1986, in Albania dal 1996, in Honduras dal 2003.
Genova le ha dedicato un viale cittadino precedentemente intitolato a Giosuè Signori.

## Opere
- La patrona d'Italia: Vita di s. Caterina da Siena, Milano, Ed. Vita e Pensiero, 1940
- Diario spirituale: preghiere, Soveria Mannelli, Rubbettino, 2000